# Hua (planta)
Hua é um género de plantas com flor pertencente à família Huaceae, com distribuição natural nas florestas equatoriais da África Ocidental, com 1-2 espécies de arbustos ou pequenas árvores.

## Descrição
O género foi descrito por Jean Baptiste Louis Pierre ex Émile Auguste Joseph De Wildeman e publicado em Ann. Mus. Congo Belge, Bot. sér. 5, 1[3]: 288. 1906. A espécie tipo é Hua gabonii Pierre ex De Wild.
O género integra as seguintes espécies: 
- Hua gabonii Pierre ex De Wild.;
- Hua parvifolia Engl. & K.Krause (espécie com estatuto taxonómico incerto).